# 歩兵第344連隊
歩兵第344連隊（ほへいだい344れんたい、歩兵第三百四十四聯隊）は、大日本帝国陸軍の連隊の一つ。

## 沿革
太平洋戦争末期の1945年（昭和20年）6月20日、第三次兵備により本土決戦に備え新設された第225師団の歩兵連隊の一つとして大阪で編成された。兵力補充は大阪師管区の歩兵第2補充隊で担当した。同年7月12日、軍旗拝受。兵庫県姫路市付近にて近畿防衛のための作戦準備中に終戦を迎えた。

## 歴代連隊長
| 代 | 氏名     | 在任期間        | 出身校・期 | 備考 |
| -- | -------- | --------------- | ---------- | ---- |
| 1  | 中島敏雄 | 1945.6.5 - 終戦 | 陸士35期   | 中佐 |